# Iglesia de San Cristóbal Mártir (Torrejón de la Calzada)
La iglesia de San Cristóbal Mártir es un inmueble de la localidad española de Torrejón de la Calzada, en la provincia de Madrid.

## Descripción
Construida en el siglo XVI sobre un edificio medieval anterior, fue reconstruida a mediados del siglo XX, tras haber sufrido durante la guerra civil española los bombardeos del bando sublevado. El templo se encuentra bajo la advocación de San Cristóbal Mártir, si bien el patrón de la localidad es San Sebastián. Se la describe en la Historia de Madrid y de los pueblos de su provincia (1921) de Juan Ortega Rubio de la siguiente manera:

La iglesia, fábrica tal vez del despensero de Felipe III, está dedicada a San Cristóbal mártir; pero el patrón del pueblo es San Sebastián. El curato es rural de primera clase. Bastante capaz para el reducido vecindario, su construcción es sencilla, como también el maderamen de su techumbre: en su torrecilla o espadaña hay dos campanas. Entre las imágenes que adornan los altares, se admiran San Antonio de Padua, San Sebastián y el Santo Cristo del Amparo, llamado entre el vulgo de los pueblos vecinos el Cristo robado. Cuentan que los de Torrejón de la Calzada lo robaron de una ermita perteneciente al pueblo de Cubas; según otra versión, habiendo los de Cubas llevado a Madrid dicha imagen con el objeto de restaurarla, los de Torrejón de la Calzada, encargados de entregarla a sus dueños, con poco escrúpulo se quedaron con ella.
(Ortega Rubio, 1921)